# Vinh Xương
Vinh Xương (chữ Hán giản thể:荣昌区, Hán Việt: Vinh Xương khu) là một quận thuộc thành phố trực thuộc trung ương Trùng Khánh, Cộng hòa Nhân dân Trung Hoa. Quận này còn có tên khách là Du Tây Minh Châu. Quận này có diện tích 1079,13 km2, dân số năm 2006 là 820.000 người. Quận này được lập năm 758 với tên Xương Nguyên, năm 1374 đổi tên thành Vinh Xương. Ngày 28 tháng 4 năm 2015, huyện Vinh Xương chuyển thành quận cùng tên trực thuộc thành phố Trùng Khánh.

## Các đơn vị hành chính
Vinh Xương được chia ra làm 21 đơn vị hành chính cấp hương gồm 6 nhai đạo và 15 trấn.
- Nhai đạo: Xương Nguyên (昌元街道), Xương Châu (昌州街道), Quảng Thuận (广顺街道), Song Hà (双河街道), An Phú (安富街道), Phong Cao (峰高街道)
- Trấn: Vinh Long (荣隆镇), Nhân Nghĩa (仁义镇), Bàn Long (盘龙镇), Ngô Gia (吴家镇), Trực Thăng (直升镇), Vạn Linh (万灵镇), Thanh Thăng (清升镇), Thanh Giang (清江镇), Cổ Xương (古昌镇), Hà Bao (河包镇), Quan Thắng (观胜镇), Đồng Cổ (铜鼓镇), Thanh Lưu (清流镇), Viễn Giác (远觉镇), Long Tập (龙集镇)